# イゴル・ゴンサレス・デ・ガルデアノ
イゴル・ゴンサレス・デ・ガルデアノ（Igor González de Galdeano、1973年11月1日 - ）は、スペイン・バスク州・アラバ県・ビトリア＝ガステイス出身の元自転車競技（ロードレース）選手。
兄のアルバロ・ゴンザレス・デ・ガルデアノもプロ選手だった。

## 経歴
1995年、エウスカルテル・エウスカディと契約を結んでプロ転向。
1999年、ビタリシオ・セグロスに移籍。
- ティレーノ〜アドリアティコ区間1勝(第5)。
- ブエルタ・ア・エスパーニャでは第12ステージを制し、ヤン・ウルリッヒに4分15秒差の総合2位。

2001年、オンセに移籍。
- ツール・ド・フランス初出場、総合5位。
- ブエルタ・ア・エスパーニャ区間1勝(第9)。

2002年
- ドイツ・ツアー総合優勝
- 国内選手権・個人タイムトライアル(ITT)優勝
- ツール・ド・フランス総合5位
- 世界選手権・ITT 3位。

2003年
- ブエルタ・ア・エスパーニャ総合4位(区間1勝＝第1)。

2005年引退。
2006年、エウスカルテル・エウスカディのゼネラル・マネージャーに就任。2011年、同職退任。

## ドーピング違反
2000年、グランプリ・ド・リョディオ(Grand Prix de Llodio)終了後、ナンドロロン陽性により、6ヶ月間の出場停止処分を受ける。2002年にもドーピング疑惑により6ヶ月出場停止となっている。